# Il viaggio a Reims
Il viaggio a Reims, ossia L'albergo del Giglio d'oro er en opera med betegnelsen dramma giocoso i én akt af Gioachino Rossini til en italiensk libretto af Luigi Balocchi, som delvist er baseret på Corinne ou l'Italie af Mme de Staël.
Rossinis sidste opera på italiensk (alle hans senere værker var på fransk) fik premiere under titlen Le voyage à Reims, ou l'Hôtel du Lys-d'Or. Den blev bestilt for at fejre kroningen af den franske kong Charles X i Reims i 1825 og har været hyldet som en af Rossinis fineste kompositioner. Operaen er krævende at opføre med dens behov for 14 solister (tre sopraner, en alt, to tenorer, fire barytoner og fire basser). Ved premieren blev den opført med datidens mest feterede sangere.
Da operaen var skrevet til en bestemt lejlighed og fortalte historien om netop en række europæiske aristokrater og officerer – og en digterinde – der var på vej for at deltage i de franske kroningsfestligheder, havde Rossini aldrig tænkt, at den skulle få et liv ud over de få forestillinger i Paris. Han genbrugte senere omtrent halvdelen af musikken i Le Comte Ory.
Ouverturen er typisk for Rossinis musik i den store stil og optræder senere som ballet i Le siège de Corinthe (1826). Den blev dog ikke blev spillet
ved premieren i 1825 på Il viaggio a Reims, men den er siden blevet en fast bestanddel af det klassiske repertoire på koncertscenen. Den er hyppigt indspillet og høres ofte i dag, selvom den til tider ikke medtages i nyere indspilninger af operaen.

## Opførelseshistorie
Il viaggio a Reims blev uropført på Théâtre Italien i Paris den 19. juni 1825 med Giuditta Pasta som Corinna. Der var kun fire oprindelige forestillinger. De forskellige dele af manuskriptet, som man antog for tabte, blev fundet og samlet igen i 1970'erne af musikforskeren Janet Johnson med hjælp fra Philip Gosset.
Den første moderne opførelse fandt herefter sted på det "Rossini Opera Festival" den 18. august 1984. Den blev dirigeret af Claudio Abbado og instrueret af Luca Ronconi. Besætningen indbefattede Francisco Araiza, Lella Cuberli, Enzo Dara, Cecilia Gasdia, Eduardo Gimenez, William Matteuzzi, Leo Nucci, Ruggero Raimondi, Samuel Ramey, Katia Ricciarelli og Lucia Valentini Terrani.
Den amerikanske premiere indtraf den 14. juni 1986 på Opera Theatre of Saint Louis på Loretto-Hilton Theater i St. Louis, Missouri og var instrueret af Colin Graham og dirigeret af Richard Buckley. Det Kongelige Teater opførte operaen i København i 2001 i en iscenesættelse af David Radok. Den 9. januar 2003 blev operaen ledet af Dario Fo og dirigeret af Pietro Rizzo i Helsinki. I november 2005 blev operaen sat op i Monte Carlo med et sangerhold, der indbefattede Juni Anderson, Raul Gimenez, Rockwell Blake og Ruggero Raimondi. Wiener Staatsoper har opført operaen som en del af sin Rossinifestival under ledelse af Claudio Abbado med Montserrat Caballé og Ruggero Raimondi. Kirov Opera har opført den på Kennedy Center i Washington, DC i januar 2007. Værket blev opført i Tel Aviv af Israel Opera i november 2007.

## Roller
| Rolle | Stemmetype  | Originalbesætning, 19. juni 1825 (Dirigent: Gioacchino Rossini) |
| --- | ----------- | --------------------------------------------------------------- |
| Madame Cortese, tyrolsk værtinde på et spa-hotel                                                             | Sopran      | Ester Mombelli                                                  |
| Contessa di Folleville, en moderigtig ung enke                                                               | Sopran      | Laure Cinti-Damoreau                                            |
| Corinna, berømt romersk digterinde                                                                           | Sopran      | Giuditta Pasta                                                  |
| Marchesa Melibea, polsk enke til en italiensk general der blev dræbt på deres bryllupsnat                    | Mezzosopran | Adelaide Schiassetti                                            |
| Conte di Libenskof, russisk general der er forelsket i Marchesa Melibea                                      | Tenor       | Marco Bordogni                                                  |
| Belfiore, smuk ung fransk officer og fritidsmaler                                                            | Tenor       | Domenico Donzelli                                               |
| Lord Sidney, engelsk oberst der er hemmeligt forelsket i Corinna                                             | Bas         | Carlo Zucchelli                                                 |
| Don Alvaro, spansk admiral der er forelsket i Marchesa Melibea                                               | Bas         | Nicolas Levasseur                                               |
| Barone di Trombonok, tysk major og musikelsker                                                               | Bas         | Vincenzo Graziani                                               |
| Don Profondo, lærd og elsker af antikviteter, ven af Corinna                                                 | Bas         | Felice Pellegrini                                               |
| Don Prudenzio,læge ved spaen                                                                                 | Bas         | Luigi Profeti                                                   |
| Modestina, Contessa di Follevilles kammerpige                                                                | Mezzosopran | Marietta Dotti                                                  |
| Don Luigino, fætter til Contessa di Folleville                                                               | Baryton     | Piero Scudo                                                     |
| Maddalena, hotelhusholderske fra Normandiet                                                                  | Mezzosopran | Caterina Rossi                                                  |
| Antonio, maître d'hotel                                                                                      | Baryton     | Auletta                                                         |
| Zefirino, kurer                                                                                              | Tenor       | Giovanola                                                       |
| Gelsomino, kammertjener                                                                                      | Tenor       | Trévaux                                                         |
| Delia, ung græsk pige, som gør Corinna følge på hendes rejser                                                | Sopran      | Maria Amigo                                                     |
| Fire omvandrende spillemænd, et kor af landsmænd og kvinder, gartnere, hotellets personale, dansere, tjenere |             |                                                                 |

## Optagelser
- Liveindspilning fra Pesarofestivalen i 1984 med Claudio Abbado og Chamber Orchestra of Europe. Sangerne var Cecilia Gasdia (sopran), Katia Ricciarelli (sopran), Lella Cuberli (sopran), Lucia Valentini Terrani (mezzosopran), Edoardo Gimenez (tenor) Francisco Araiza (tenor), Samuel Ramey (bas), Ruggero Raimondi (bas), Enzo Dara (bas), Leo Nucci (baryton) , Giorgio Surján (baryton), Oslavio di Credico (tenor), Raquel Pierotti (mezzosopran), Antonella Bandelli (mezzosopran), Bernadette Manca di Nissa (altstemme), Luigi de Corato (baryton), Ernesto Gavazzi ( tenor), og William Matteuzzi (tenor). DGG (415.498).

- Claudio Abbado indspillede værket igen, denne gang med Berliner Philharmoniker i 1993. Sangerne var Cheryl Studer, Sylvia McNair, Lucia Valentini Terrani, Luciana Serra, Raul Gimenez, William Matteuzzi, Samuel Ramey, Ruggero Raimondi, Enzo Dara, Lucio Gallo, Giorgio Surján, Guglielma Mattei, Nicoletta Curiel, Barbara Frittoli, Claudio Otelli, Bojidar Nikolov. CD udgivet af Sony.

- Videooptagelse fra Liceu i Barcelona fra 2003 under Jesús López-Cobos instrueret af Sergi Belbel. Sangerne var Elena de la Merced, Maria Bayo, Kenneth Tarver, Nicola Ulivieri m.fl. (DVD: TDK DVUSOPVAR). En DVD af Kirov Opera under Valery Gergiev på Théâtre Châtelet i Paris er også tilgængelig (Opus Arte, katalog # OA 0967 D).[1]

## Eksterne links
- University of Chicago Press Arkiveret 5. marts 2008 hos  Wayback Machine
- Libretto
- Diskografi